# Themis-asteroid
För andra betydelser, se Themis (olika betydelser).
Themis-asteroiderna, eller Themis-familjen, är en stor grupp asteroider som befinner sig i de yttre delarna av asteroidbältet. Den är en av de största familjerna med över 4 700 kända medlemmar och består av en väldefinierad kärna av större kroppar omgivna av en region med mindre. Familjen har fått namn efter dess moderkropp asteroiden 24 Themis, som upptäcktes den 5 april 1853 av den italienska astronomen Annibale de Gasparis.

## Beskrivning
Themis-familjen är en av de största och längst kända dynamiska familjerna av asteroider, och består av asteroider av C-typ med en sammansättning som tros likna kolhaltiga chondriter. Hittills består familjen Themis av 535 kända asteroider. Gemensamt för asteroider i gruppen är att de har en omloppsbana runt solen med en halv storaxel på mellan 3,08 och 3,24 AE, en excentricitet mellan 0,09 och 0,22 AE och en banlutning på mindre än 3°.

## Lista över Themi-asteroider
Några av de största medlemmarna av denna familj är:

- 24 Themis
- 62 Erato
- 90 Antiope
- 104 Klymene
- 171 Ophelia
- 222 Lucia
- 223 Rosa
- 316 Goberta
- 379 Huenna
- 383 Janina
- 468 Lina
- 492 Gismonda
- 515 Athalia
- 526 Jena
- 767 Bondia
- 846 Lipperta